# Battaglia di Eraclio e Cosroè
La Battaglia di Eraclio e Cosroe è un affresco (390x747 cm) di Piero della Francesca e aiuti, facente parte delle Storie della Vera Croce nella cappella maggiore della basilica di San Francesco ad Arezzo, databile agli anni 1458-1466. 

## Storia
L'affresco fu forse realizzato dopo il soggiorno del pittore a Roma (1458-1459). Qui probabilmente Piero vide la Colonna Traiana e gli antichi sarcofagi, da cui trasse ispirazione per le due scene di battaglia del ciclo. 
Un'altra fonte di ispirazione potrebbero essere gli arazzi fiamminghi, caratterizzati da una densità compositiva simile a quella dei fregi romani, che Piero aveva probabilmente avuto modo di vedere a Rimini. Forse l'artista aveva in mente anche la battaglia di Anghiari, che si era svolta nei pressi della sua città, Sansepolcro, nel 1440.

## Descrizione e stile

### LaBattaglia

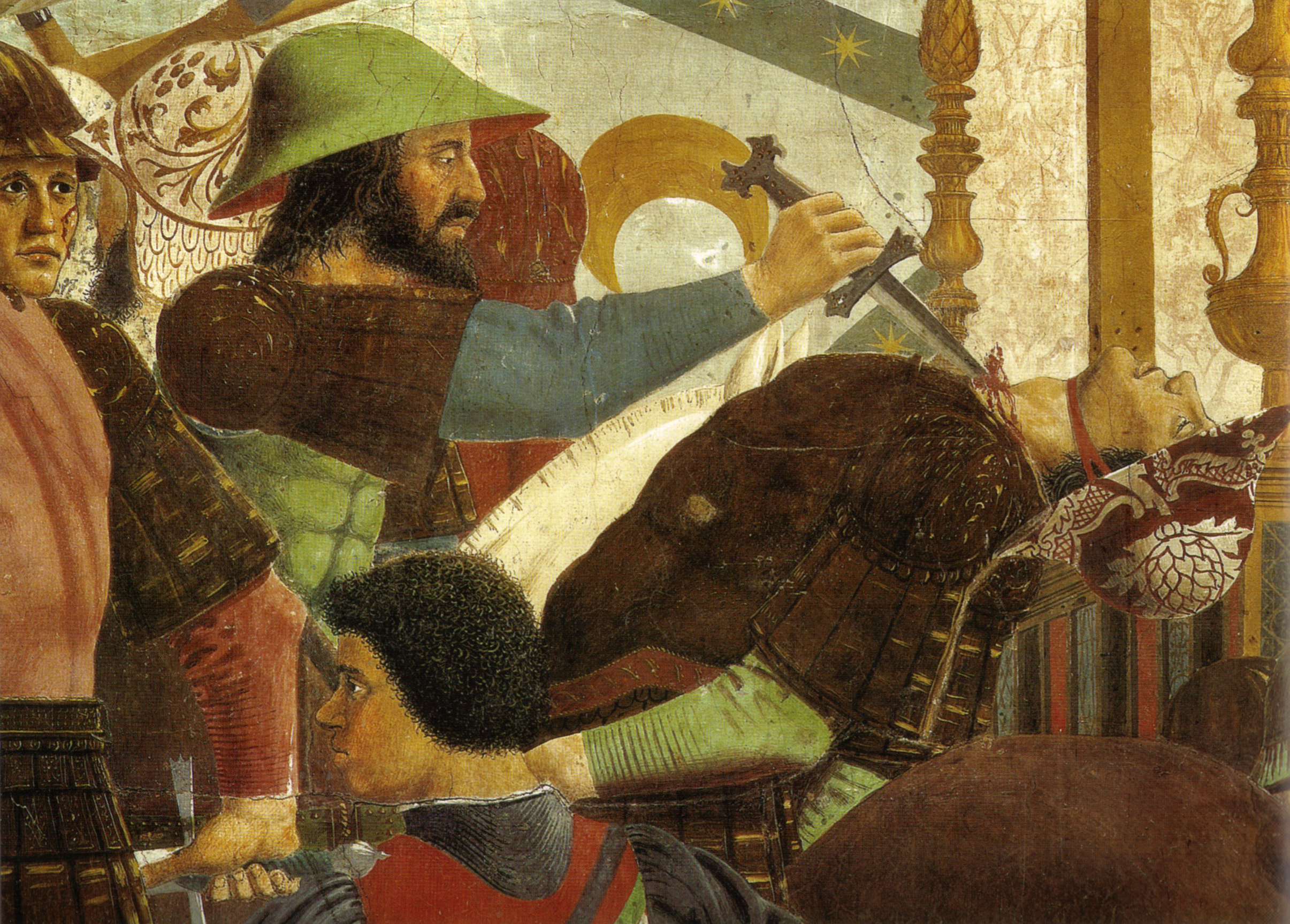
L'uccisione del figlio giovinetto di Cosroe

La scena di battaglia fa da contraltare a quella sulla parete opposta, raffigurante la Vittoria di Costantino su Massenzio. L'affresco cronologicamente precedente è quello del Ritrovamento delle tre croci e verifica della Croce, ambientato ai tempi di Flavia Giulia Elena (IV secolo), mentre in questa scena si compie un salto di circa due secoli. Nel 615 il sovrano persiano Cosroe II conquistò Gerusalemme, impossessandosi anche della reliquia della Vera Croce. Con questa egli si faceva adorare in maniera blasfema come dio vivente. L'imperatore bizantino Eraclio sfidò quindi l'esercito persiano nella battaglia di Ninive (627), dove morì uno dei figli di Cosroè. Secondo la Legenda Aurea, la fonte su cui si basa l'artista, i bizantini, risultati vittoriosi, fecero poi prigioniero Cosroè per disporne infine la condanna a morte mediante decapitazione: in realtà Cosroè dopo la sconfitta fuggì e venne tradito da un altro figlio, che lo imprigionò dopo averlo privato del potere.

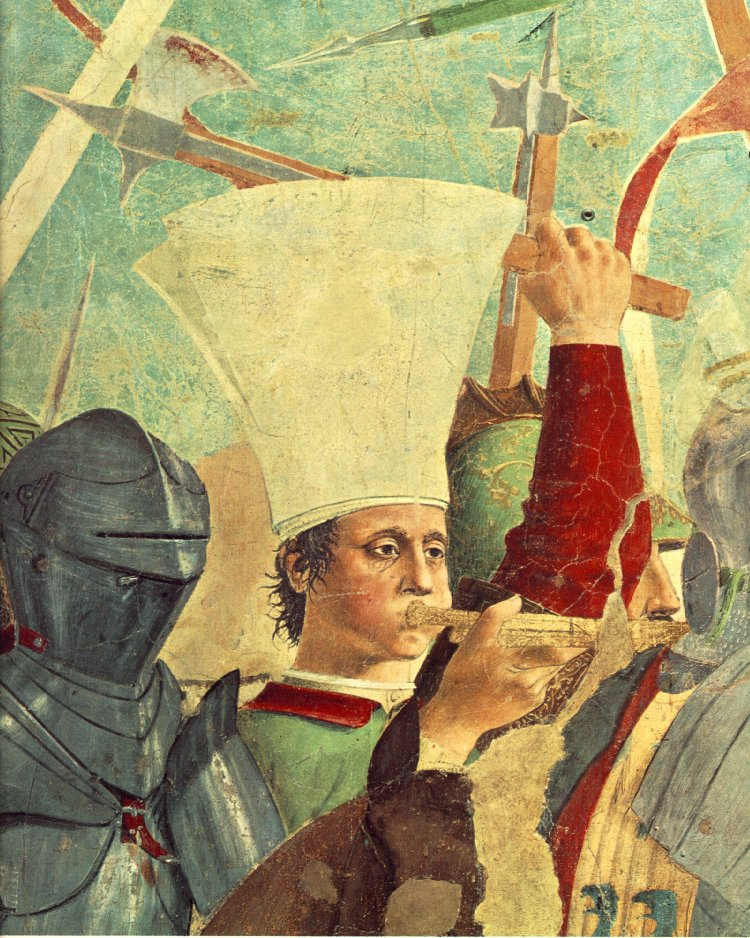
Il trombettiere

Le due battaglie del ciclo di affreschi sono composte in maniera assolutamente antitetica: la Battaglia di Costantino e Massenzio è un quieto, orizzontale cambio di ritmo, mentre la Battaglia di Eraclio e Cosroe è caratterizzata da un fitto groviglio di uomini, armi e cavalli, che occupa i tre quarti del dipinto. Pienamente godibile è la concertazione dei dettagli, che sono di per sé tutti capolavori fruibili anche indipendentemente. Celebri sono quelli del trombettiere col copricapo alla bizantina (di un colore bianco che spicca per contrasto sulle figure scure attorno), del guerriero scalzo in primo piano a sinistra, e dei cavalieri con le armature - che sono in realtà quelle usate ai tempi di Piero - perfettamente riprodotte nei lustri metallici. A tutto ciò si aggiunge la cura meticolosa nella rappresentazione delle più disparate armi. 

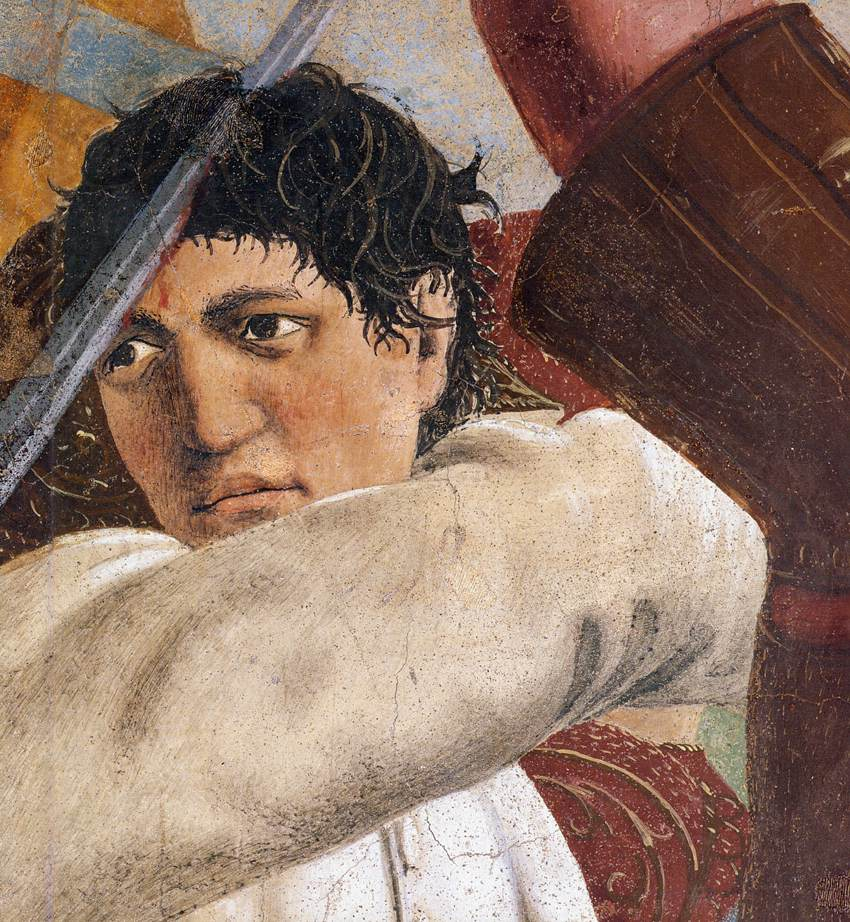
Dettaglio col giovane e robusto guerriero colpito al cranio

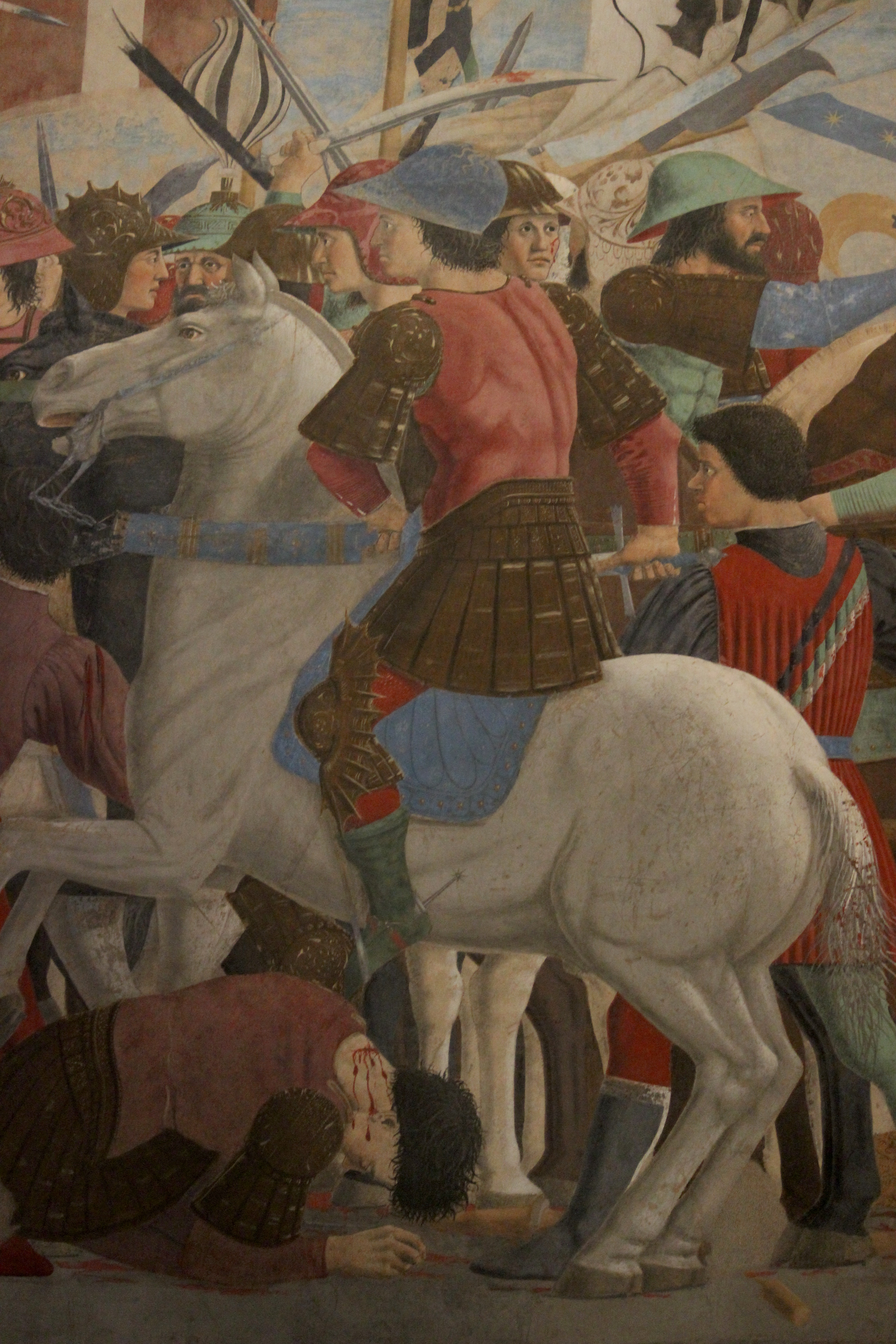
Dettaglio col guerriero calpestato dal cavallo

Numerosi i particolari macabri, con la morte che sembra ghermire soprattutto combattenti nel fiore degli anni: nell'angolo inferiore sinistro, sul terreno cosparso di sangue, la testa recisa di un giovane soldato dalla folta chioma, con la polvere che su di essa si accumula; in secondo piano, nella mischia tra le due cavallerie, un uomo di corporatura robusta sui trent'anni al quale viene fratturato il cranio con un violentissimo colpo di spada mentre è in groppa al suo destriero: in basso al centro, l'agonia di un valletto in ginocchio dopo essere stato sgozzato dal nemico che lo afferra per i capelli; accanto a lui, un cavallo bianco calpestante un giovane guerriero che si trascina carponi per la ferita mortale che gli è stata inferta alla nuca; e, più a destra, l'uccisione del figlio di Cosroè - il cavaliere sasanide giovinetto - con una pugnalata alla gola che fa sgorgare un fiotto di sangue, da parte di un guerriero identificato da alcuni con il figlio di Eraclio. Né deve sfuggire che l'imperatore bizantino, rappresentato nella parte centrale, a cavallo con l'uniforme dorata, brandisce la lancia per colpire un fanciullo appiedato e adorno di eleganti gambali curiosamente rossoverdi, che sebbene tenti di difendersi con lo scudo appare evidentemente destinato anch'egli a una fine prematura.
In alto si dispiega una selva di lance e spade intrecciate, con bandiere simboliche sventolanti. L'aquila simboleggia il potere imperiale ed è aggressivamente rivolta verso i nemici, col becco aperto. Vi sono poi la bandiera con l'oca, simbolo di vigilanza, e quella col leone, emblema della forza e del coraggio. Tra le bandiere dei nemici, ormai lacerate, si riconoscono lo scorpione, simbolo del giudaismo, la testa di moro e la luna calante. Al centro della composizione campeggia intatto lo scudo crociato: esso simboleggia l'annuncio della vittoria, non ancora conseguita ma ormai inevitabile.

### L'Esecuzione

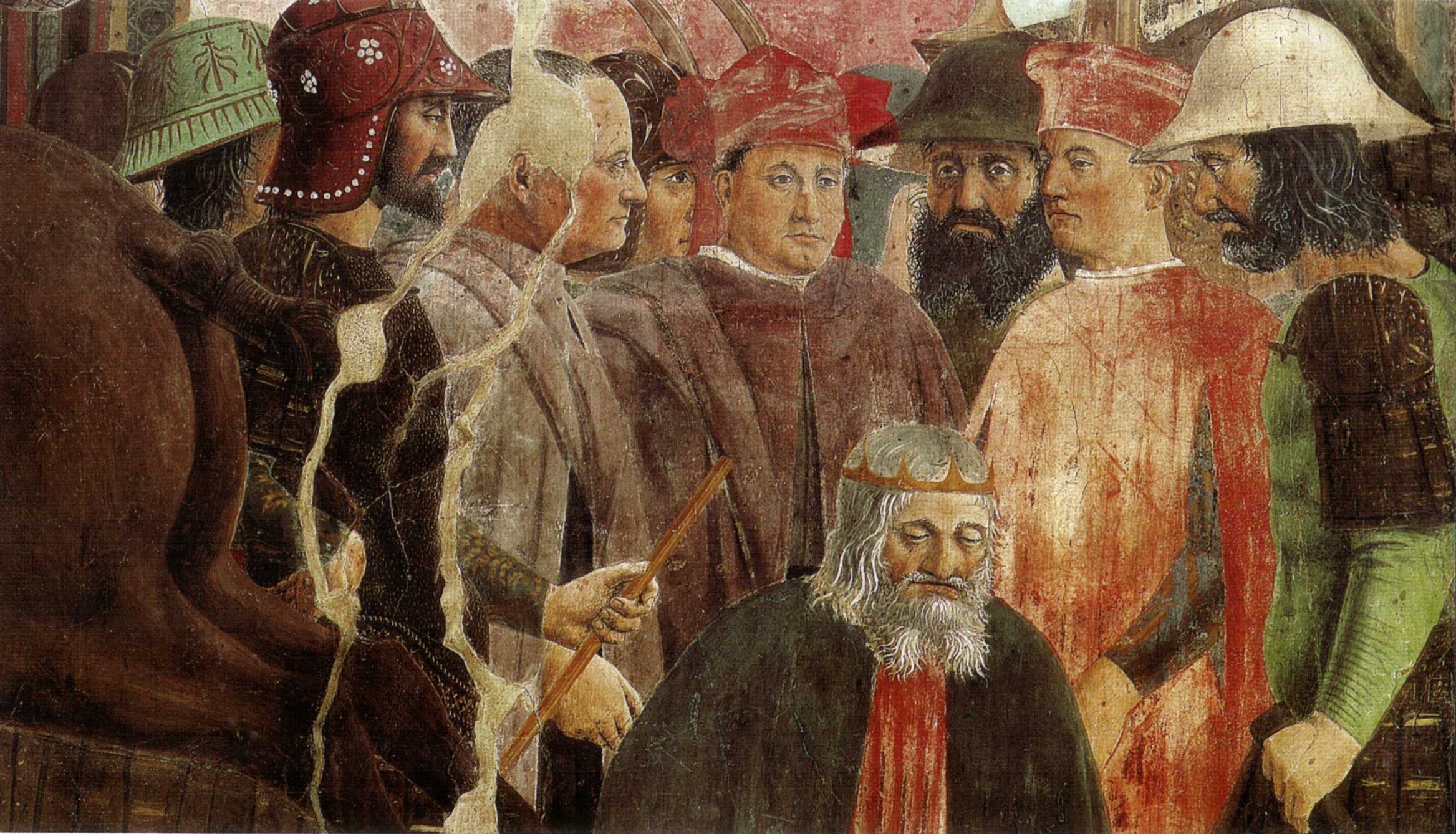
Esecuzione di Cosroe

Un quarto circa dell'affresco è occupato nell'estremità destra dal baldacchino sotto il quale si sta svolgendo l'esecuzione dello sconfitto Cosroè. L'ambiente, nonostante mostri un episodio successivo alla battaglia, è rappresentato in maniera continua, con le zampe del destriero cavalcato dal figlio del re che invadono la parte inferiore. 
Il baldacchino è quello che Cosroè usava per farsi adorare sul trono, a fianco della Croce (issata a destra) e della colonna della flagellazione (altra reliquia sottratta), riconoscibile per il gallo che ricorda il rinnegamento di Pietro. In basso Cosroè è raffigurato in ginocchio, circondato da un semicerchio di funzionari bizantini, mentre due guardie si avvicinano minacciose: una di esse ha già la spada alzata nel braccio destro, che sfora di una porzione oltre il confine della scena. Gli uomini abbigliati alla moderna sono rappresentanti della famiglia Bacci, i committenti dell'opera, la cui presenza li pone simbolicamente tra i difensori del cristianesimo.

## Critica artistica

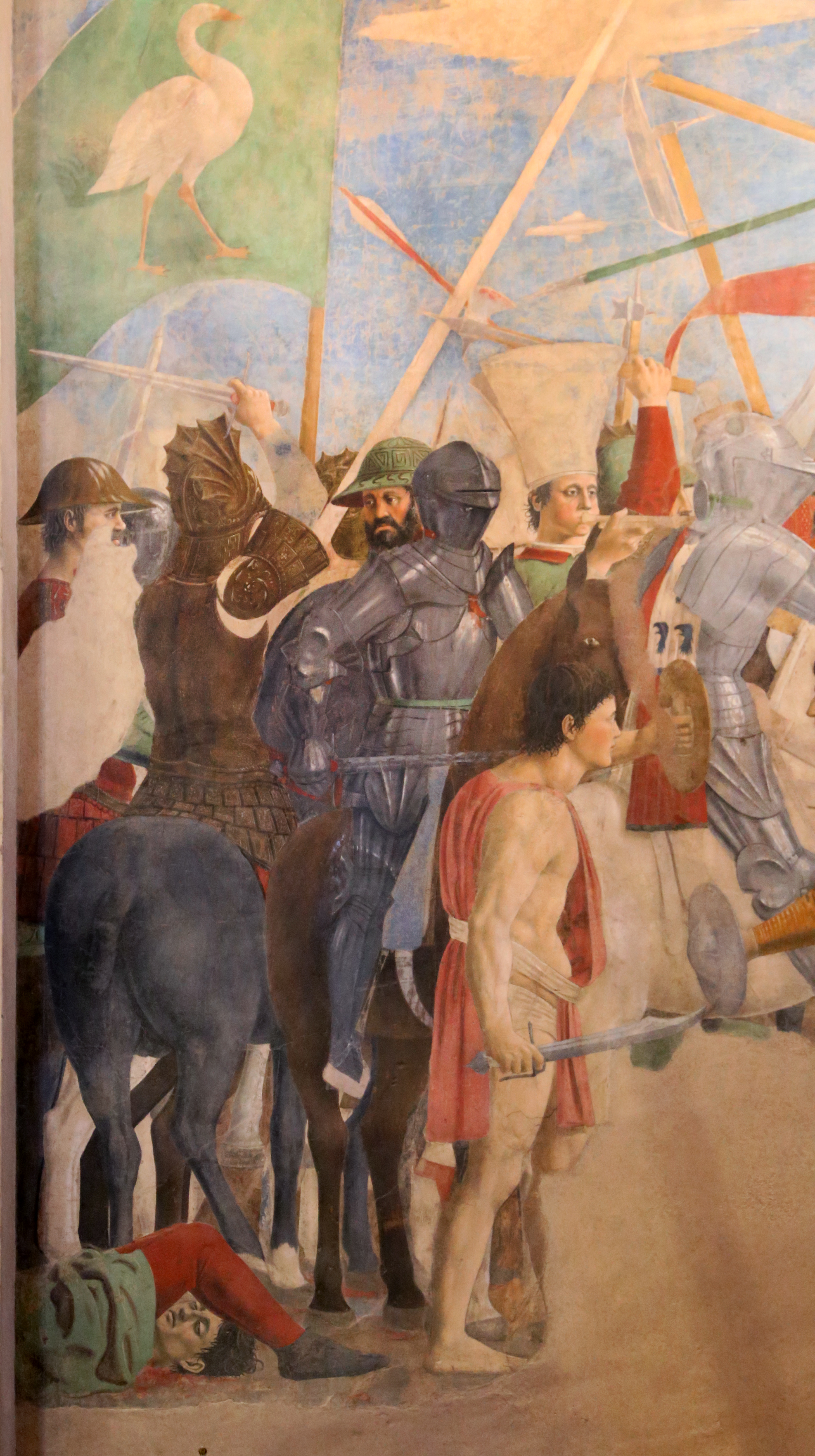
La parte sinistra del dipinto, col giovane guerriero decapitato nell'angolo inferiore

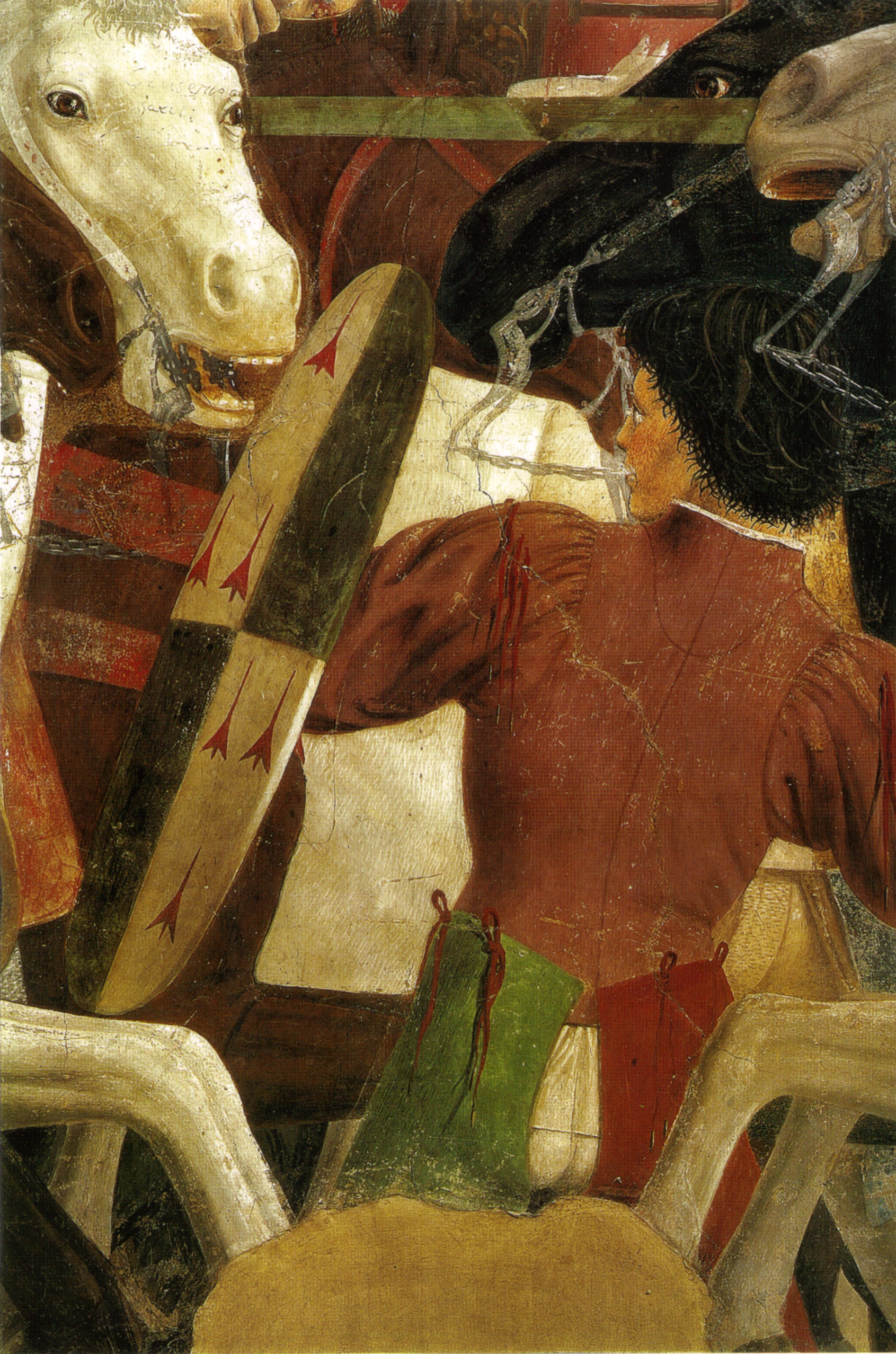
Il fanciullo assalito da Eraclio

Nonostante la mischia concitata della battaglia, l'effetto di insieme è un'azione piuttosto congelata, con figure prevalentemente dall'espressione serena e composta, che sembrano prendere parte alla battaglia come attori, non come diretti interessati. Un effetto di impalpabile sospensione del genere si riscontra d'altronde nei pannelli della Battaglia di San Romano di Paolo Uccello (1438 circa), dalla quale Piero riprese la postura del cavallo bianco, spronato sulle zampe anteriori. Le due decapitazioni sono collocate negli angoli inferiori del dipinto, in un gioco di rimandi che appare voluto: quella a sinistra, già avvenuta, precede dunque l'altra, ma è in qualche modo la follia di Cosroè a determinare la triste sorte del guerriero, che è con ogni probabilità un persiano. Accanto alla testa recisa del giovane, di notevole bellezza, giace il busto: gli occhi, non del tutto chiusi, sono macabramente rivolti in direzione di esso, come se egli si interrogasse sull'orrida sorte toccatagli nonostante la morte abbia di fatto arrestato ogni sua azione. Il volto di Cosroè è invece quello di un modello anziano, con barba e capelli lunghi e dal naso schiacciato, che ricompare spesso nella produzione pierfrancescana: lo si riconosce infatti nel San Giovanni Evangelista del polittico di Sant'Agostino oppure, per rimanere nell'ambito degli affreschi aretini, nel Dio Padre dell'Annunciazione e ancora in uno degli astanti nella Morte di Adamo. Questo si spiega solo come una scelta programmatica, da parte di Piero, di non attribuire, nella maggior parte dei casi, particolari significati alle fattezze dei personaggi: nella scena di battaglia infatti si fa fatica a distinguere le figure principali da quelle secondarie, per la medesima cura dispiegata nei ritratti. In un certo senso questa è un'ulteriore prova dell'accentuazione degli eventi narrati rispetto ai caratteri. Anche nella rappresentazione degli altri personaggi destinati a morte i volti conservano una peculiare assenza di emozione, il che non permette quindi di delineare le varie personalità (in questo effetto si può anche leggere l'ineluttabilità del destino della battaglia e del recupero della Croce, come se quello che viene sofferto dal singolo sia un prezzo necessario da pagare imperturbabilmente, nella generale storia della Salvezza): fanno eccezione lo sguardo terrorizzato dell' adolescente preso di mira da Eraclio ma nonostante ciò deciso a perire da eroe, senza darsi alla fuga, e il valletto sgozzato, che in preda al dolore atroce spalanca la bocca - suscitando peraltro nello spettatore l'impressione che a causa appunto della gola squarciata egli non sia più in grado di articolare suoni - e allunga con le poche forze rimastegli il braccio destro ("un fantaccino in primo piano che meccanicamente solleva un braccio inarticolato e grida come un automa", scrive 
Bernard Berenson nel suo libro Piero della Francesca, o dell'arte non eloquente).
Risulta difficile coordinare l'insieme, per la mancanza di riferimenti spaziali precisi. Tutto appare infatti condensato e tutti gli spazi intermedi sono occupati da figure o parti di figure: proprio questo effetto di saturazione trasmette il senso di violenza della battaglia, assieme alle interruzioni del ritmo compositivo ed alla calca di immagini frammentarie, nonostante, come si è detto, i singoli elementi non siano quasi mai caricati drammaticamente.
Numerosi sono gli scambi di colori "a scacchiera" tra figure vicine, che rendono quasi impossibile la distinzione tra bizantini e persiani: come scrive Patrizia Fazzi, "i corpi
si accavallano, il sangue scorre, infuria una battaglia che comprime lo
spazio e mette a nudo l’assurdità della guerra (...) Qui, come in altri capolavori,
si rivela un Piero concitato, consapevole dei drammi della storia,
delle nere trame che uccidono vite innocenti pur di giungere al potere".